# Flugunfall der Antonow An-24 LZ-ANA der Balkan Bulgarian Airlines
Der Flugunfall der Antonow An-24 LZ-ANA der Balkan Bulgarian Airlines ereignete sich am 2. November 1975 auf einem Inlandslinienflug der Balkan Bulgarian Airlines von Sofia nach Warna. Eine mit 42 Passagieren und drei Besatzungsmitgliedern besetzte Antonow An-24B geriet an diesem Tag beim Start unter winterlichen Bedingungen in einen Strömungsabriss und stürzte in den Fluss Iskar. Bei dem Unfall überlebten 42 Insassen, jedoch kamen der Erste Offizier sowie zwei Passagiere ums Leben.

## Flugzeug
Das Flugzeug war eine im Jahr 1966 gebaute Antonow An-24B mit der Werksnummer 67302708. Das zweimotorige Kurzstrecken-Passagierflugzeug war mit zwei Turboproptriebwerken des Typs Iwtschenko AI-24 mit einer Leistung von je 1.877 kW (2.552 PS) ausgestattet.

## Passagiere und Besatzung
Den Flug von Sofia nach Warna hatten 42 Passagiere angetreten. Es befand sich eine dreiköpfige Besatzung an Bord der Maschine.

## Unfallhergang
Am Flughafen Sofia in Bulgarien herrschte starker Schneefall, als die Antonow An-24 für den abendlichen Flug nach Warna vorbereitet wurde. Die Maschine wurde enteist und rollte zum Startpunkt der Startbahn 10. Die Landebahn war jedoch noch einige Zeit gesperrt, da Schneeräumfahrzeuge für den Winterdienst entlang der Startbahn ausgerückt waren.
Nachdem die Landebahn geräumt worden war, wurde der Besatzung die Startfreigabe erteilt. Die An-24 konnte nach dem Start nicht an Höhe gewinnen und stürzte ungefähr zwei Minuten nach dem Start 990 Meter südöstlich der Startbahn in einen Graben des Flusses Iskar. Es brach kein Brand aus. Der Erste Offizier wurde getötet und zwei Passagiere ertranken im Wasser. Es wurden 18 Passagiere verletzt, vier davon schwer. Die Bergung der Passagiere nahm 40 Minuten in Anspruch.

## Ursachen
Während der Untersuchung stellte die Kommission eine Reihe von Verstößen fest. Nach ihrer letzten Landung am Flughafen Sofia wurden an der Maschine keine Schutzstopfen an den dafür vorgesehenen Stellen angebracht. Sie schützen die Triebwerke  vor dem Eindringen von Wasser. Das Flugzeug wurde mit einer Mischung aus Wasser und Enteisungsflüssigkeit behandelt. Dies geschah jedoch mit dem bulgarischen Gemisch "Ledogon" anstelle des englischen "Kilfrost" oder des sowjetischen "Arktis". Darüber hinaus wurde das Produkt an diesem Tag vom Servicepersonal falsch verdünnt. Infolgedessen wurde das Flugzeug mit 75 % Wasser und nur 25 % Ledogon besprüht. Die Vorhaltezeit für die Enteisung war während der Schneeräumarbeiten abgelaufen, eine dadurch erforderlich gewordene erneute Enteisung der mittlerweile wieder durch Schnee und Eis kontaminierten Tragflächen wurde nicht durchgeführt. Der Absturz ereignete sich, da die Kontamination durch Eiskristalle die aerodynamischen Eigenschaften beeinträchtigte, wodurch es zum Strömungsabriss beim Start kam.